# Symplecta meigeni
Symplecta meigeni är en tvåvingeart som först beskrevs av Zetterstedt 1838.  Symplecta meigeni ingår i släktet Symplecta och familjen småharkrankar. Arten är reproducerande i Sverige. Inga underarter finns listade i Catalogue of Life.